# Ortalis
Ortalis – rodzaj ptaków z rodziny czubaczy (Cracidae).

## Zasięg występowania
Rodzaj obejmuje gatunki występujące w Ameryce.

## Morfologia
Długość ciała 42–67 cm; masa ciała 385–800 g.

## Systematyka

### Etymologia
- Ortalis (Ortalida, Ortaldia): gr. ορταλις ortalis, ορταλιδος ortalidos „kurczak”[9].
- Penelops: łac. penelops „rodzaj kaczki lub gęsi”, różnie identyfikowany[9]. Gatunek typowy: Penelope albiventer Lesson 1842 (Penelope leucogastra Gould, 1843).
- Penelopsis: rodzaj Penelope Merrem, 1786 (penelopa); gr. οψις opsis „wygląd”[9]. Gatunek typowy: Penelope rufiventris von Tschudi, 1843 (= Penelope guttata von Spix, 1825).
- Peneloides: rodzaj Penelope Merrem, 1786 (penelopa); gr. -οιδης -oidēs „przypominający”[9]. Gatunek typowy: Ortalida wagleri G.R. Gray, 1867.

### Podział systematyczny
Do rodzaju należą następujące gatunki:
- Ortalis vetula (Wagler, 1830) – czakalaka północna
- Ortalis leucogastra (Gould, 1843) – czakalaka białobrzucha
- Ortalis poliocephala (Wagler, 1830) – czakalaka płowa
- Ortalis wagleri G.R. Gray, 1867 – czakalaka barwna
- Ortalis cinereiceps G.R. Gray, 1867 – czakalaka szarogłowa
- Ortalis erythroptera P.L. Sclater & Salvin, 1870 – czakalaka rudogłowa
- Ortalis garrula (von Humboldt, 1805) – czakalaka brązowoskrzydła
- Ortalis ruficauda Jardine, 1847 – czakalaka rdzaworzytna
- Ortalis motmot (Linnaeus, 1766) – czakalaka rdzawa
- Ortalis ruficeps (Wagler, 1830) – czakalaka mała
- Ortalis canicollis (Wagler, 1830) – czakalaka bura
- Ortalis columbiana Hellmayr, 1906 – czakalaka kolumbijska
- Ortalis guttata (von Spix, 1825) – czakalaka kreskowana
- Ortalis araucuan (von Spix, 1825) – czakalaka brunatna
- Ortalis squamata Lesson, 1829 – czakalaka łuskowana
- Ortalis superciliaris G.R. Gray, 1867 – czakalaka jasnobrewa